# Paranaspia inadai
Paranaspia inadai là một loài bọ cánh cứng trong họ Cerambycidae.